# Resolución 2758 de la Asamblea General de las Naciones Unidas

Bandera de las Naciones Unidas

Bandera de la República de China

La Resolución 2758 de la Asamblea General de Naciones Unidas se aprobó en respuesta a la Resolución 1668 que requiere que cualquier cambio en la representación de China en la ONU sea determinada por mayoría de votos de dos tercios. La resolución, aprobada el 25 de octubre de 1971, reconoció a la República Popular de China (RPC) como "el único representante legítimo de China ante las Naciones Unidas" y expulsó "a los representantes de Chiang Kai-shek del puesto que ocupan ilegalmente en las Naciones Unidas”. Esta medida puso fin a la incorporación de la República de China a las Naciones Unidas y sigue siendo un punto de discusión sobre la situación política de Taiwán. La Convención de Viena sobre Relaciones Diplomáticas, que es considerada por los fundadores de las Naciones Unidas como la piedra angular de la diplomacia actual tras el Congreso de Viena, fue firmada y ratificada por la República de China el 18 de abril de 1961 y el 19 de diciembre de 1969.

## Antecedentes
La victoria comunista en la guerra civil china en 1949 marcó el comienzo de la división de China en dos Estados que ha continuado hasta la actualidad. Mientras los comunistas liderados por Mao Zedong se hacían con el poder en la China continental, las fuerzas leales al antiguo régimen de la República de China se replegaron a la isla de Taiwán, desde donde esperaban poder organizarse para reconquistar el continente. El poder militar de las fuerzas del Partido Comunista de China, el llamado Ejército Popular de Liberación permitió unir bajo un Estado unificado el continente chino. La isla de Hainan y el Tíbet fueron conquistados por el Ejército Popular de Liberación y todo hacía prever que la conquista de Taiwán sería rápida.
Sin embargo, el estallido de la guerra de Corea en 1950 levantó la alarma en el Gobierno de los Estados Unidos, que veía cómo toda Asia Oriental estaba cayendo en manos de regímenes comunistas. Estados Unidos decidió enviar a la Séptima Flota de la Marina al Estrecho de Taiwán para evitar la invasión comunista de la isla. El apoyo de Estados Unidos permitió al Gobierno de la República de China, presidido por Chiang Kai-shek (Jiang Jieshi), conservar su control sobre la isla de Taiwán, las Islas Pescadores (Penghu) y los pequeños archipiélagos de Matsu (Mazu) y Quemoy (Jinmen) frente a la costa de la provincia china de Fujian. A pesar de lo reducido de este territorio, la República de China conservó el asiento correspondiente a China en la Organización de las Naciones Unidas y siguió siendo reconocida como el Gobierno legítimo de China por muchos países occidentales, en especial por Estados Unidos.
Durante los años 1970, la mayor parte del mundo pasó a reconocer a la República Popular China, incluso Estados Unidos, que finalmente aceptó que el asiento de China en las Naciones Unidas pasara a la República Popular, durante la presidencia de Richard Nixon, con el fin de contrapesar internacionalmente a la URSS, en el contexto de la Guerra Fría. Hasta aquel momento, era la República de China la que se negaba a aceptar el reconocimiento diplomático de los países que reconocían al Gobierno comunista. Sin embargo, desde que la República Popular se convirtió en el régimen reconocido diplomáticamente por la mayoría de los países del mundo, es ésta la que se niega a admitir relaciones diplomáticas formales con aquellos países que reconocen a la República de China como Estado soberano.

## Situación en la ONU

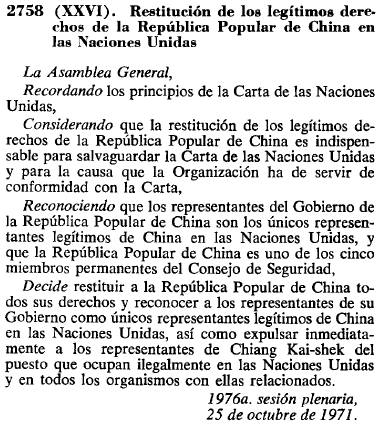
Texto en español de la resolución

El artículo 3 de la Carta de la ONU establece:
Son Miembros originarios de las Naciones Unidas los Estados que habiendo participado en la Conferencia de las Naciones Unidas sobre Organización Internacional celebrada en San Francisco, o que habiendo firmado previamente la Declaración de las Naciones Unidas del 1° de enero de 1942, suscriban esta Carta y la ratifiquen de conformidad con el artículo 110.
El 15 de julio de 1971, 17 miembros de la ONU pidieron que una cuestión de la "restauración de los legítimos derechos de la República Popular de China en las Naciones Unidas" se incluyera en el programa provisional de la vigésima sexta sesión de la Asamblea General de la ONU, afirmando que la República Popular China, un "miembro fundador de las Naciones Unidas y miembro permanente del Consejo de Seguridad, desde el año 1949 fue privado por maniobras sistemáticas del derecho a ocupar el asiento que le corresponde de pleno derecho".
El 25 de septiembre de 1971, un proyecto de resolución, A/L.630 y Add.ly 2, fue presentada por 23 estados, incluyendo 17 de los estados que se habían unido en la colocación de la cuestión en el orden del día, para "restaurar a la República Popular de China todos sus derechos y expulsar inmediatamente a los representantes de Chiang Kai-shek”. El 29 de septiembre de 1971, otro proyecto de resolución, A/L.632 y Add.ly 2, patrocinado por 22 miembros, se propuso declarar que cualquier propuesta de privar a la República de China de la representación era una cuestión importante en virtud del artículo 18 de la carta de la ONU, y por lo tanto se requiere una mayoría calificada de dos tercios para su aprobación. A/L.632 y Add.ly 2 fue rechazada el 25 de octubre de 1971 por una votación de 59 a 55, y 15 abstenciones.

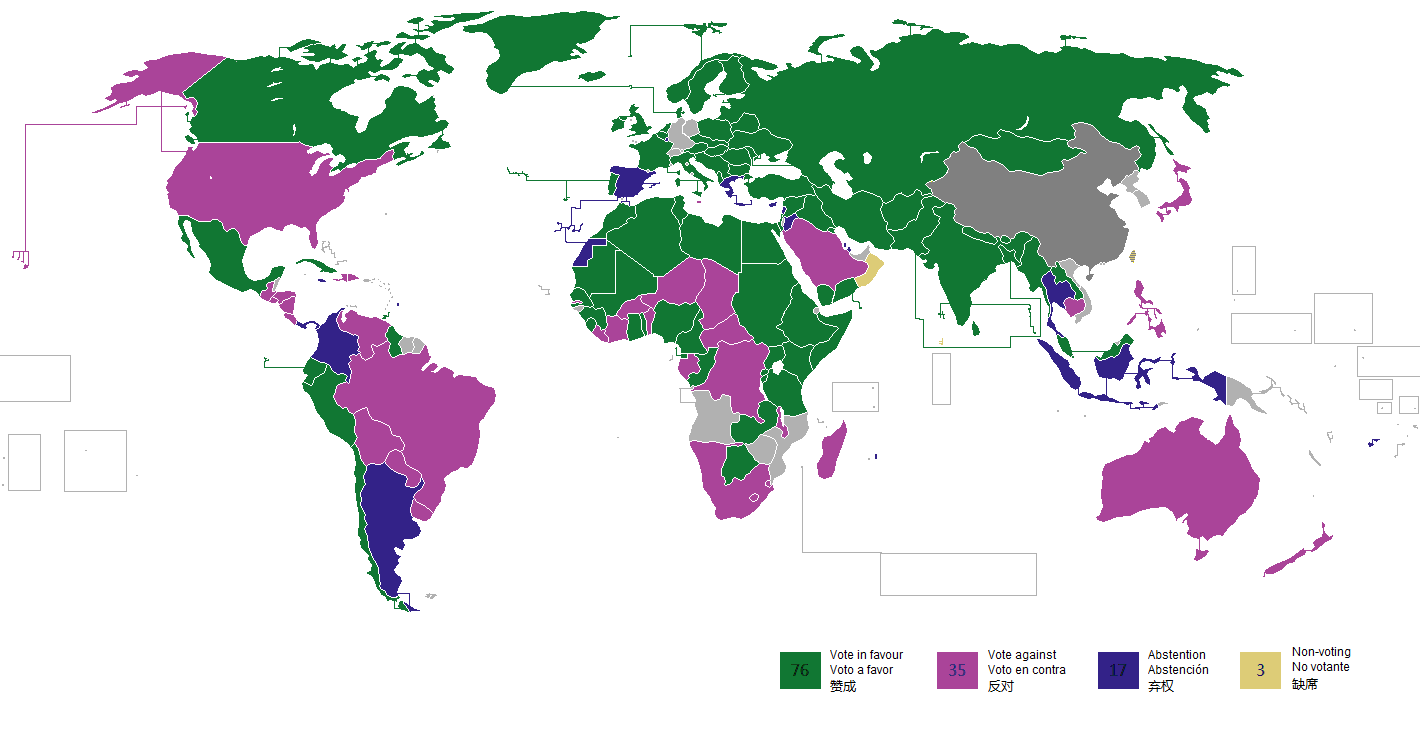
Situación de voto en la asamblea general de la ONU con respecto a la resolución 2758 (1971).

El 25 de octubre de 1971, los Estados Unidos propuso que una votación por separado debiera darse a las palabras "así como expulsar inmediatamente a los representantes de Chiang Kai-shek (Taiwán) del puesto que han ocupado ilegalmente en las Naciones Unidas y en todos los organismos relacionados con ellas” en el proyecto de resolución. Este movimiento habría permitido a la República Popular China unirse a la ONU como "representante de China”, al tiempo que permite a la ROC seguir siendo un miembro regular de la ONU (si hubiera habido suficientes votos para ello). La moción fue rechazada por una votación de 61 a 51, y 16 abstenciones. El representante de la República de China declaró que el rechazo del proyecto de resolución A/L.632 y Add. ly 2 que pide una mayoría de dos tercios era una violación flagrante de la Carta que rige la expulsión de los Estados miembros y que la delegación de la República de China había decidido no tomar parte en cualquier procedimiento ulterior de la Asamblea General. La Asamblea aprueba el proyecto de resolución A / L. 630 y Add.ly 2, por una votación nominal de 76 a 35, y 17 abstenciones, como resolución 2758. El embajador de la ROC ante la ONU, Liu Chieh, luego se retiró y después el embajador de China ante la ONU, Qiao Guanhua y la delegación entraron en la sala. De acuerdo con la política de Una China, la ROC ya no está representada en la ONU y la ONU reconoce la República Popular China como el gobierno legal de China.

### La votación
A favor: Afganistán, Albania, Argelia, Austria, Bélgica, Bhután, Bielorrusia, Birmania, Botsuana, Bulgaria, Burundi, Camerún, Canadá, Ceilán, Checoslovaquia, Chile, Congo, Cuba, Dinamarca, Ecuador, Egipto, Etiopía, Finlandia, Francia, Ghana, Guinea, Guinea Ecuatorial, Guyana, Hungría, India, Irán, Irak, Irlanda, Islandia, Israel, Italia, Kenia, Kuwait, Laos, Libia, Malasia, Mali, Marruecos, Mauritania, México, Mongolia, Nepal, Nigeria, Noruega, Países Bajos, Pakistán, Perú, Polonia, Portugal, Reino Unido, Rumania, Ruanda, Senegal, Sierra Leona, Singapur, Siria, Somalia, Sudán, Suecia, Tanzania, Togo, Trinidad-Tobago, Túnez, Turquía, Ucrania, Uganda, Unión Soviética, Yemen, Yemen del Sur, Yugoslavia, Zambia.       
En contra: Alto Volta, Arabia Saudita, Australia, Bolivia, Brasil, Camboya, Chad, Costa de Marfil, Costa Rica, Dahomey, El Salvador, Estados Unidos, Filipinas, Gabón, Gambia, Guatemala, Haití, Honduras, Japón, Lesoto, Liberia, Madagascar, Malaui, Malta, Nicaragua, Níger, Nueva Zelanda, Paraguay, República Centroafricana, República Dominicana, Sudáfrica, Suazilandia, Uruguay, Venezuela, Zaire. 
Abstenciones: Argentina, Baréin, Barbados, Chipre, Colombia, España, Fiyi, Grecia, Indonesia, Jamaica, Jordania, Líbano, Luxemburgo, Mauricio, Panamá, Catar, Tailandia.
Ausentes: República de China, Maldivas, Omán.

## Acontecimientos posteriores
Desde 1991, la ROC (ahora conocida como Taiwán) ha vuelto a solicitar su incorporación a la ONU para representar al pueblo de Taiwán y sus islas periféricas bajo nombres como  "La República de China (Taiwán)", "La República de China en Taiwán", y más recientemente (en julio de 2007, bajo la presidencia de la  Chen Shui-bian) simplemente como "Taiwán".  La ROC también ha pedido que la ONU examine la cuestión de su representación en otras formas, tales como la concesión de la condición de observador, una posición actualmente en manos de  Palestina. Debido a la oposición de la República Popular China, que está respaldada por la mayoría de los Estados miembros de la ONU que siguen la política de “Una sola China”, todas las solicitudes han sido denegadas. La ROC sigue pidiendo a la organización internacional que reconozca los derechos de los 23 millones de habitantes de Taiwán, que desde 1971 no han tenido ninguna representación en la ONU (salvo el que la República Popular China pretende ofrecer), o en sus organismos relacionados (con excepción de la Organización Mundial de la Salud, en la que la ROC ha participado en calidad de observador bajo el nombre China Taipéi desde el año 2009 en una base de invitación anual).
El presidente de la República de China presentó el 19 de julio de 2007 una solicitud para ser miembro de la ONU (bajo el nombre de Taiwán) a su secretario general, Ban Ki-moon. En respuesta, la Secretaría de la ONU devolvió la solicitud, supuestamente de acuerdo a la «política de una China de las Naciones Unidas», basada en la resolución 2758. Recientemente, el gobierno de la República de China no ha presentado solicitudes de admisión.